# ميس يو إن أ هارتبيت
«ميس يو إن أ هارتبيت» (بالإنجليزية: Miss You in a Heartbeat)‏، هي أغنية لفرقة الهارد روك البريطانية ديف ليبارد من ألبومها من عام 1993 ريترو أكتيف.
ظهرت ثلاث نسخ من الباور بالاد على ريترو أكتيف: النسخة الصوتية (4:04)، التي أصدرت كالأغنية المنفردة، والنسخة الكهربائية (4:56)، التي كانت واحدة من الأغاني الإضافية في الإصدار الياباني من أدرينالايز إلى جانب «شي'ز تو تاف»، ونسخة البيانو التي أبرزت كأغنية مخفية على الألبوم ريترو أكتيف. أُديت الأغنية بعد النسخة الكهربائية من «تو ستيبس بيهايند».
بلغت الأغنية المنفردة ذروتها في المرتبة 39 على بيلبورد هوت 100 الأمريكية وكانت آخر أغنية لديف ليبارد تصل لأفضل 40 أغنية حتى اليوم.
بالرغم من أن «ميس يو إن أ هارتبيت» كُتبت أصلاً من قبل عازف الإيتار لديف ليبارد فيل كولين، إلا أنها سُجلت وأُصدرت في البداية من قبل فرقة ذا لاو لألبومها الأول عام 1991.

## قائمة الأغاني

### أغنية الكاسيت المنفردة
1. «ميس يو إن أ هارتبيت»
2. «ليتس غيت روكد (مباشر)»

### سي دي: بلادجن ريفولا / نيبون فونوغرام / PHCR-8302 (اليابان)
1. «ميس يو إن أ هارتبيت (نسخة الفرقة الصوتية)»
2. «تو ستيبس بيهايند (تجريبية لجو)»
3. «شي'ز تو تاف (تجريبية لجو)»
4. «ميس يو إن أ هارتبيت (صوتية، النسخة الصوتية)»

- ملاحظة: في ألمانيا، كانت هذه الأغنية المنفردة على السي دي مزدوجة التعليب مع الاسطوانة المطولة لايف: إن ذا كلابز، إن يور فيس في 1994 كأغنية ماكسي منفردة (بلادجن ريفولا 858 303-2).